# Алиев, Махмуд Исмаилович
Махмуд Исмаилович Алиев (Махмуд Исмаил оглы Алиев, азерб. Mahmud İsmayıl oğlu Əliyev; 22 февраля 1908, Шемаха — 24 сентября 1958, Баку) — советский азербайджанский дипломат. Чрезвычайный и полномочный посол.

## Биография
Родился 22 февраля 1908 года в Шемахе.
В 1926 году окончил среднюю школу в Баку, а в 1931 — лечебный факультет Азербайджанского медицинского института.
- В 1931—1936 годах — заведующий поликлиники в Кельбаджарском и Джебраильском районах, главный врач районной больницы.
- В 1937—1943 годах — начальник управления Медицинского образования Народного комиссариата здравоохранения, директор Азербайджанского государственного медицинского института, начальник Научного и дошкольного отдела ЦК КП Азербайджана.
- С 22 ноября 1943 по 3 сентября 1944 года — заместитель наркома иностранных дел СССР[1].
- В 1944—1958 годах — министр (до 1946 года — нарком) иностранных дел Азербайджанской ССР.
- В 1950—1953 годах — ректор Азербайджанского института усовершенствования врачей.

Депутат Верховного Совета СССР и Верховного Совета Азербайджанской ССР.
Похоронен на Аллее почётного захоронения в Баку.

## Награды и звания
- Заслуженный врач Азербайджанской ССР (1943)
- Орден Трудового Красного Знамени
- Орден «Знак Почёта» (27.04.1940) — «в ознаменование 20-й годовщины освобождения Азербайджана от ига капитализма и установления там советской власти, за успехи в развитии нефтяной промышленности, за достижения в области подъёма сельского хозяйства и образцовое выполнение строительства Самур-Дивичинского канала»